# Segunda serie del Yuan
La segunda serie de billetes del Yuan fueron introducidos el 1 de marzo de 1955. Junto con la introducción de la Segunda serie, el punto decimal se corrió cuatro lugares a la izquierda. Como resultado de ello, un billete de la primera serie de ¥10,000 es equivalente en la segunda serie a un billete de ¥1.

## Monedas
¥0.01, ¥0.02, y ¥0.05 (1955–presente)
Aunque rara vez se utilizan, las monedas de la Segunda serie todavía son válidas en la República Popular China, y el Banco Popular de China también pone nuevas monedas en el mercado.
| Anverso | Reverso | Valor | Parámetros | Parámetros | Descripción                      | Descripción           | Descripción                                    | Fecha de | Fecha de               |
| Anverso | Reverso | Valor | Diámetro   | Metal      | Canto                            | Anverso               | Reverso                                        | emisión  | cuestión               |
| ------- | ------- | ----- | ---------- | ---------- | -------------------------------- | --------------------- | ---------------------------------------------- | -------- | ---------------------- |
|         |         | ¥0.01 | 18 mm      | Al-Mg      | Dientes de alambre intermitentes | Trigo, valor, emisión | Emblema nacional de la República Popular China | 1957     | 1 de diciembre de 1957 |
|         |         | ¥0.02 | 21 mm      | Al-Mg      | Dientes de alambre intermitentes | Trigo, valor, emisión | Emblema nacional de la República Popular China | 1957     | 1 de diciembre de 1957 |
|         |         | ¥0.05 | 24 mm      | Al-Mg      | Dientes de alambre intermitentes | Trigo, valor, emisión | Emblema nacional de la República Popular China | 1957     | 1 de diciembre de 1957 |

## Denominaciones
Cada billete tiene las palabras "República Popular China" así como la denominación en Uyghur, Tibetano y Mongol (pero no Zhuang debido a que el Zhuang no se había normalizado aún) los idiomas en la parte posterior, que desde entonces han aparecido en cada serie de billetes del Yuan. 
Las denominaciones disponibles fueron las siguientes:
| Segunda serie de Billetes, Fen (serie de 1953) | Segunda serie de Billetes, Fen (serie de 1953) | Segunda serie de Billetes, Fen (serie de 1953) | Segunda serie de Billetes, Fen (serie de 1953) | Segunda serie de Billetes, Fen (serie de 1953) | Segunda serie de Billetes, Fen (serie de 1953) | Segunda serie de Billetes, Fen (serie de 1953) | Segunda serie de Billetes, Fen (serie de 1953) | Segunda serie de Billetes, Fen (serie de 1953) | Segunda serie de Billetes, Fen (serie de 1953) |
| Imagen                                         | Imagen                                         | Valor                                          | Dimensiones                                    | Color principal                                | Descripción                                    | Descripción                                    | Fecha de                                       | Fecha de                                       | Fecha de                                       |
| Anverso                                        | Reverso                                        | Valor                                          | Dimensiones                                    | Color principal                                | Anverso                                        | Reverso                                        | Emisión                                        | Retiro                                         | Totalmente retirado                            |
| ---------------------------------------------- | ---------------------------------------------- | ---------------------------------------------- | ---------------------------------------------- | ---------------------------------------------- | ---------------------------------------------- | ---------------------------------------------- | ---------------------------------------------- | ---------------------------------------------- | ---------------------------------------------- |
|                                                |                                                | ¥0.01                                          | 90 × 42.5 mm                                   | Amarillo                                       | Camión                                         | Emblema Nacional de China                      | 1 de marzo de 1955                             | 1 de julio de 2003                             | 1 de abril de 2007                             |
|                                                |                                                | ¥0.02                                          | 95 × 45 mm                                     | Azul                                           | Avión                                          | Emblema Nacional de China                      | 1 de marzo de 1955                             | 1 de julio de 2003                             | 1 de abril de 2007                             |
|                                                |                                                | ¥0.05                                          | 100 × 47.5 mm                                  | Verde                                          | Barco                                          | Emblema Nacional de China                      | 1 de marzo de 1955                             | 1 de julio de 2003                             | 1 de abril de 2007                             |

| Segunda serie de billetes, Jiao (serie de 1953) | Segunda serie de billetes, Jiao (serie de 1953) | Segunda serie de billetes, Jiao (serie de 1953) | Segunda serie de billetes, Jiao (serie de 1953) | Segunda serie de billetes, Jiao (serie de 1953) | Segunda serie de billetes, Jiao (serie de 1953) | Segunda serie de billetes, Jiao (serie de 1953) | Segunda serie de billetes, Jiao (serie de 1953) | Segunda serie de billetes, Jiao (serie de 1953) | Segunda serie de billetes, Jiao (serie de 1953) |
| Imagen                                          | Imagen                                          | Valor                                           | Dimensiones                                     | Color principal                                 | Descripción                                     | Descripción                                     | Fecha de                                        | Fecha de                                        | Fecha de                                        |
| Anverso                                         | Reverso                                         | Valor                                           | Dimensiones                                     | Color principal                                 | Anverso                                         | Reverso                                         | Emisión                                         | Retiro                                          | Totalmente retirado                             |
| ----------------------------------------------- | ----------------------------------------------- | ----------------------------------------------- | ----------------------------------------------- | ----------------------------------------------- | ----------------------------------------------- | ----------------------------------------------- | ----------------------------------------------- | ----------------------------------------------- | ----------------------------------------------- |
|                                                 |                                                 | ¥0.1                                            | 115 × 52.5 mm                                   | Amarillo-café                                   | Tractor                                         | Emblema Nacional de China                       | 1 de marzo de 1955                              | 15 de diciembre de 1967                         | 1 de enero de 1999                              |
|                                                 |                                                 | ¥0.2                                            | 120 × 55 mm                                     | Verde                                           | Locomotora                                      | Emblema Nacional de China                       | 1 de marzo de 1955                              | 15 de noviembre de 1971                         | 1 de enero de 1999                              |
|                                                 |                                                 | ¥0.5                                            | 125 × 57.5 mm                                   | Púrpura                                         | Presa                                           | Emblema Nacional de China                       | 1 de marzo de 1955                              | Desconocido                                     | 1 de enero de 1999                              |

| Segunda serie de billetes, Yuan (serie de 1953) | Segunda serie de billetes, Yuan (serie de 1953) | Segunda serie de billetes, Yuan (serie de 1953) | Segunda serie de billetes, Yuan (serie de 1953) | Segunda serie de billetes, Yuan (serie de 1953) | Segunda serie de billetes, Yuan (serie de 1953) | Segunda serie de billetes, Yuan (serie de 1953) | Segunda serie de billetes, Yuan (serie de 1953) | Segunda serie de billetes, Yuan (serie de 1953) | Segunda serie de billetes, Yuan (serie de 1953) |
| Imagen                                          | Imagen                                          | Valor                                           | Dimensiones                                     | Color principal                                 | Descripción                                     | Descripción                                     | Fecha de                                        | Fecha de                                        | Fecha de                                        |
| Anverso                                         | Reverso                                         | Valor                                           | Dimensiones                                     | Color principal                                 | Anverso                                         | Reverso                                         | Emisión                                         | Retiro                                          | Totalmente retirado                             |
| ----------------------------------------------- | ----------------------------------------------- | ----------------------------------------------- | ----------------------------------------------- | ----------------------------------------------- | ----------------------------------------------- | ----------------------------------------------- | ----------------------------------------------- | ----------------------------------------------- | ----------------------------------------------- |
|                                                 |                                                 | ¥1                                              | 150 × 67.5 mm                                   | Rojo                                            | Tiananmen                                       | Emblema Nacional de China                       | 1 de marzo de 1955                              | 20 de octubre de 1969                           | 1 de enero de 1999                              |
|                                                 |                                                 | ¥2                                              | 155 × 70 mm                                     | Azul                                            | Monte Baota                                     | Emblema Nacional de China                       | 1 de marzo de 1955                              | Diciembre de 1976                               | 1 de enero de 1999                              |
|                                                 |                                                 | ¥3                                              | 160 × 72.5 mm                                   | Verde                                           | Montañas Jinggangshan                           | Emblema Nacional de China                       | 1 de marzo de 1955                              | 15 de abril de 1964                             | 15 de mayo de 1964                              |
|                                                 |                                                 | ¥5                                              | 165 × 75 mm                                     | Café                                            | La unidad de las razas                          | Emblema Nacional de China                       | 1 de marzo de 1955                              | 15 de abril de 1964                             | 15 de mayo de 1964                              |
|                                                 |                                                 | ¥10                                             | 210 × 85 mm                                     | Negro                                           | Trabajador y Agricultor                         | Emblema Nacional de China                       | 1 de diciembre de 1957                          | 15 de abril de 1964                             | 15 de mayo de 1964                              |

| Segunda serie de billetes, Yuan (serie 1956) | Segunda serie de billetes, Yuan (serie 1956) | Segunda serie de billetes, Yuan (serie 1956) | Segunda serie de billetes, Yuan (serie 1956) | Segunda serie de billetes, Yuan (serie 1956) | Segunda serie de billetes, Yuan (serie 1956) | Segunda serie de billetes, Yuan (serie 1956) | Segunda serie de billetes, Yuan (serie 1956) | Segunda serie de billetes, Yuan (serie 1956) | Segunda serie de billetes, Yuan (serie 1956) |
| Imagen                                       | Imagen                                       | Valor                                        | Dimensiones                                  | Color principal                              | Descripción                                  | Descripción                                  | Fecha de                                     | Fecha de                                     | Fecha de                                     |
| Anverso                                      | Reverso                                      | Valor                                        | Dimensiones                                  | Color principal                              | Anverso                                      | Reverso                                      | Emisión                                      | Retiro                                       | Totalmente retirado                          |
| -------------------------------------------- | -------------------------------------------- | -------------------------------------------- | -------------------------------------------- | -------------------------------------------- | -------------------------------------------- | -------------------------------------------- | -------------------------------------------- | -------------------------------------------- | -------------------------------------------- |
|                                              |                                              | ¥1                                           | 150 × 67.5 mm                                | Negro                                        | Tiananmen                                    | Emblema Nacional de China                    | 25 de marzo de 1961                          | 15 de agosto de 1973                         | 1 de enero de 1999                           |
|                                              |                                              | ¥5                                           | 165 × 75 mm                                  | Amarillo-café                                | La unidad de las razas                       | Emblema Nacional de China                    | 20 de abril de 1962                          | 1 de diciembre de 1983                       | 1 de enero de 1999                           |

Los billetes ¥3, ¥5 y ¥10 de la serie 1953 fueron impresos en la URSS. Como resultado de la ruptura sino-soviética, el uso de estos billetes fue hasta el 15 de abril de 1964, para ser retirados totalmente el 15 de mayo de 1964.
A excepción de los billetes de ¥3, ¥5, ¥10, ¥0.01, ¥0.02, y ¥0.05, los cuales fueron totalmente retirados el 1 de enero de 1999. El uso de los billetes de  ¥0.01, ¥0.02, y ¥0.05 fue detenida el 1 de julio de 2003 y fueron retirados por completo el 1 de abril de 2007.